# اینزای، چیبا
اینزای، چیبا از شهرهای استان چیبا ژاپن است که جمعیت آن در ۱ ژانویه ۲۰۰۸۶۰٬۲۸۰نفر بوده‌است.